# Malvar (Batangas)
Malvar es un municipio filipino de segunda clase, perteneciente a la provincia de Batangas, en la isla de Luzón.

## Organización territorial
Se divide en quince barangayes, a saber:
- Bagong Pook
- Bilucao
- Bulihan
- San Gregorio
- Luta Del Norte
- Luta Del Sur
- Población
- San Andrés
- San Fernando
- San Isidro East
- San Juan
- San Pedro I
- San Pedro II
- San Pioquinto
- Santiago

## Demografía
Según el censo de 2020, tenía empadronados 64 379 habitantes.